# Un nou món
Un nou món (originalment en francès, Un autre monde) és un film francès realitzat per Stéphane Brizé. Va ser seleccionat per competir pel Lleó d'Or de la 78a Mostra Internacional de Cinema de Venècia. S'ha subtitulat al català.

## Argument
Un directiu d'empresa, la seva dona i la seva família. Quan les opcions professionals els fan bascular, Philippe i la seva esposa se separen a causa d'un amor malmès per la pressió del treball. Executiu eficient en un grup industrial, Philippe ja no sap com respondre a les injuncions incoherents de la direcció: ahir volien un líder, avui volen que sigui un manat, fins que arriba el moment en què ha de decidir el sentit de la seva vida.

## Repartiment
- Vincent Lindon: Philippe Lemesle
- Sandrine Kiberlain: Anne Lemesle
- Anthony Bajon: Lucas Lemesle
- Marie Drucker: Claire Bonnet Guérin
- Guillaume Draux: Senyor Beaumont
- Joyce Bibring: Juliette Lemesle
- Christophe Rossignon: Director